# سعر الفائدة بين البنوك باليورو

سعر الفائدة بين البنوك باليورو

سعر الفائدة بين البنوك باليورو (Euribor) هو معدل مرجعي يومي، ينشره المعهد الأوروبي لأسواق المال، استنادًا إلى متوسط أسعار الفائدة التي تقدمها بنوك منطقة اليورو لإقراض الأموال غير المضمونة لبنوك أخرى في سوق المال باليورو ( أو سوق ما بين البنوك).

## البداية
قبل عام 2015، نشر السعر من قبل الاتحاد المصرفي الأوروبي.